# Attentat du Samjhauta Express
L’attentat du Samjhauta Express a lieu dans la nuit du 18 au 19 février 2007 dans un train indien circulant sur la ligne du Samjhauta Express qui relie des villes indiennes et pakistanaises. Vers minuit, une soixantaine de passagers sont morts brûlés vifs après l'explosion de deux bombes incendiaires. Le bilan final est de soixante-huit personnes tuées et une cinquantaine de blessés.
L'attaque se déroule près de la gare de Deewana située à cinq kilomètres de la ville indienne de Panipat dans l'État de l'Haryana. Le train, qui effectue la liaison Delhi-Atari, transporte 757 personnes dont 553 Pakistanais. Ils doivent descendre à Atari, une gare frontalière indienne dans le nord-ouest du Pendjab, et réembarquer dans un train pakistanais à destination de Lahore, le terminus,

## Détails
À 23 h 53 heure locale le train traverse la gare de Deewana aux alentours de 100 km/h ; un kilomètre et demi plus loin deux explosions embrasent l'arrière du convoi. Les deux dernières voitures, qui accueillent des troisièmes classes, sont ravagées par une boule de feu. Ne pouvant s'échapper des voitures à cause des barres de fer qui condamnent les fenêtres, les passagers se retrouvent pris au piège dans le brasier. 66 personnes sont brulées vives dans les instants qui suivent, parmi elles une majorité de Pakistanais et plusieurs Indiens dont trois membres de la police ferroviaire. Le train met près de cinq minutes à s'arrêter. Quelques minutes plus tard, des habitants du village de Sewah ayant entendu les déflagrations accourent pour tenter de porter secours aux victimes. Le premier détachement de pompiers arrive sur les lieux à 0 h 10. Le feu étant à ce moment si virulent, ces derniers ne peuvent s'approcher à moins de six mètres des voitures. Une fois l'incendie maitrisé, les pompiers commencent à extraire les corps calcinés. Parmi la cinquantaine de blessés, les plus touchés sont évacués dans des hôpitaux de New Delhi. Dans la journée, le reste du convoi, c'est-à-dire onze voitures et la locomotive, est autorisé à poursuivre jusqu'à Atari,,.

## Réactions
- Lundi 19 février 2007 :
- le Premier ministre Manmohan Singh « abhorre cet acte terroriste odieux » et promet de « punir les coupables ». Le ministre des Chemins de fer Lalu Prasad Yadav indique que cet attentat vise à « déstabiliser le processus de paix entre l'Inde et le Pakistan ». Le ministre de l'Intérieur Shivraj Patil déclare : « Quels que soient ceux qui ont fait cela, c'est contre la paix, contre les relations amicales que nous essayons de nouer avec d'autres pays[6]. »
- Présent à Islamabad, le président pakistanais Pervez Musharraf condamne cet « acte de terrorisme haineux » et ajoute que de telles actions sont « injustifiables ». Le ministre des Affaires étrangères Khurshid Kasuri assure les autorités indiennes que cet « horrible acte de terrorisme [...] ne remet pas du tout en cause » sa visite prévue en Inde du 20 au 23 février[6].
- Mardi 20 février 2007 :
- Le Conseil de sécurité, les États-Unis, l'Union européenne et le Japon condamnent l'attentat et appellent l'Inde et le Pakistan à poursuivre le processus de paix[7].

## Enquête
Rapidement, les forces de sécurité indiennes déclarent avoir retrouvé sur place des restes d'engins explosifs improvisés. Dans la journée, deux valises en plastique contenant chacune un détonateur non explosé couplé à plusieurs bouteilles de kérosène sont découvertes, une sur cette même voie non loin de Delhi, l'autre dans une voiture du train.
Le 20 février, un passager pakistanais est arrêté et interrogé ; ce dernier affirme avoir trouvé une des valises durant le trajet et l'avoir jetée sur la voie. Dans la soirée, la police indienne diffuse deux portraits robots des auteurs présumés de l'attentat, les deux suspects ont quitté le train entre 15 et 20 minutes avant les explosions.
Le 27 février, la police indienne enquête sur plusieurs commerçants officiant dans trois marchés de Bombay : les Chandni Chowk, Sadar Bazar et Lajpat Nagar. Elle les accuse d'avoir fourni, par inadvertance ou délibérément, des matériaux ayant servi à la fabrication des bombes.

## Responsabilité
Selon les services de sécurité indiens, cet attentat serait lié au terrorisme islamiste. Plusieurs enquêteurs y voient la marque du Lashkar-e-Toiba, un groupe islamiste pakistanais déjà auteur de plusieurs massacres sur le territoire indien. Le ministre indien des Chemins de fer considère l'attaque comme « un sabotage, un acte de terrorisme comme celui de Bombay. »